# Hooks Golfklubb
Hooks Golfklubb är en golfklubb i Hok i Småland som bildades den 16 juli 1941 och drivs som en ideell förening. Klubben har två 18-håls banor, Parkbanan och Skogsbanan. Dessutom fanns det tidigare en korthålsbana. Parkbanan är belägen i direkt anslutning till Hoksjön. I anslutning till golfklubben ligger Hooks herrgård. Hooks GK ingår i samarbetet Golfköping.